# 峰尾甲一
峰尾 甲一（みねお こういち、1882年（明治15年）11月9日 - 1980年（昭和55年）10月21日）は、大日本帝国陸軍軍人。最終階級は陸軍少将。

## 経歴・人物
神奈川県出身。1902年（明治35年）陸軍士官学校第14期卒業。
1930年（昭和5年）3月に陸軍砲兵大佐・佐世保重砲兵大隊長、1931年（昭和6年）3月に台湾軍兵器部長、1933年（昭和8年）8月に大阪陸軍兵器支廠長を経て、1934年（昭和9年）12月に陸軍少将に進級と同時に待命、翌年の1935年（昭和10年）3月に予備役に編入した。
1947年（昭和22年）11月28日、公職追放仮指定を受けた。